# Okręg wyborczy Tralee
Okręg wyborczy Tralee powstał w 1801 r., po unii Wielkiej Brytanii z Irlandią. Na okręg przypadał jeden mandat deputowanego do Izby Gmin. Okręg został zlikwidowany w 1885 r.

## Deputowani do brytyjskiej Izby Gmin z okręgu Tralee
- 1801–1802: Arthur Moore
- 1802–1806: George Canning, torysi
- 1806–1807: Maurice FitzGerald
- 1807–1807: Samuel Boddington
- 1807–1807: sir Arthur Wellesley, torysi
- 1807–1807: Evan Foulkes
- 1808–1812: James Stephen
- 1812–1813: Henry Arthur Herbert
- 1813–1818: James Evan Baillie
- 1818–1819: Edward Denny
- 1819–1828: James Cuffe
- 1828–1829: sir Edward Denny
- 1829–1831: Robert Vernon Smith, wigowie
- 1831–1832: Walker Ferrand
- 1832–1837: Maurice O’Connell
- 1837–1838: John Bateman
- 1838–1853: Maurice O’Connell
- 1853–1863: Daniel O’Connell Młodszy
- 1863–1865: Thomas O’Hagan
- 1865–1885: Daniel O’Donoghue